# Thomas Tidholm
Thomas Gregor Tidholm, född 11 april 1943 i Örebro Olaus Petri församling, är en svensk författare, poet, dramatiker, musiker, fotograf och översättare.

## Biografi
Thomas Tidholm föddes som son till journalisterna Gunnar Åslund och Kajs Tidholm, båda då verksamma vid Nerikes Allehanda. Under ungdomsåren bar han styvfaderns namn Molander innan han antog moderns namn Tidholm. 
Tidholm växte upp i Huddinge, gick i Södra Latin och studerade därefter filosofi, religionshistoria och konstvetenskap vid Stockholms universitet. Han arbetade en tid på Moderna museet och var elev i Christer Strömholms fotoskola 1967–1968. Han har sedan dess gjort fotoutställningar då och då samt illustrerat egna böcker med foton.
Under åren 1967–1968 var han saxofonist i rockbandet International Harvester. Han producerade och medverkade även på musikalbumen Varma smörgåsar ("Hot Boys", 1974), Säj det i toner ("Bröderna Lönn", 1979) och under eget namn Obevakade ögonblick (1984). Han debuterade som poet 1963 och har sedan 1966 givit ut ett tjugotal diktsamlingar, de senaste Rösterna från Avocadobergen (2018) och Jordlöparens bok (2020), samt skrivit ett tiotal teaterpjäser och en roman.
Han har skrivit omkring 30 barnböcker tillsammans med hustrun Anna-Clara Tidholm. Han har översatt de fyra första delarna av romanserien Liftarens guide till galaxen till svenska och medarbetat i tidningar, tidskrifter och radio. Han har regisserat tre egna kortfilmer för SVT: Hundarna, Sumpiga stränder och Dildo.
Thomas Tidholm var gift första gången 1964–1967 med översättaren Barbro Tidholm (1941–2010) och fick dottern Tove (född 1964). Andra gången gifte han sig 1969 med Anna-Clara Tidholm (född 1946), med vilken han fick sönerna Po Tidholm (född 1971) och Svante Tidholm (född 1977). De tog ut skilsmässa 1979 och gifte sig på nytt 1991. Han bor sedan 1970 i Arbrå och Stockholm.

## Priser och utmärkelser
- 1968 – Albert Bonniers stipendiefond för yngre och nyare författare
- 1987 – Expressens Heffaklump
- 1988 – Stig Carlson-priset
- 1992 – Deutscher Jugendliteraturpreis
- 1993 – Wettergrens barnbokollon
- 1994 – Nils Holgersson-plaketten för Förr i tiden
- 1997 – Alfons-Bokalen för teaterföreställningen, Tuppen Ja
- 1997 – Astrid Lindgren-priset
- 1998 – Landsbygdens författarstipendium
- 2001 – ABF:s litteratur- & konststipendium
- 2003 – De Nios Vinterpris
- 2016 – Aspenströmpriset
- 2021 – Aniarapriset[12]